# Кыйлуд
Кыйлуд — село в Увинском районе Удмуртии на реке Нылга, входит в Кыйлудское сельское поселение. Находится в 31 км к юго-востоку от посёлка Ува и в 76 км к западу от Ижевска.